# Li Chunjiang
Dans ce nom, le nom de famille, Li, précède le nom personnel.
Li Chunjiang, (en chinois : 李春江), né le 11 mars 1963, dans la province du Liaoning en Chine, est un joueur et entraîneur chinois de basket-ball. Il évolue durant sa carrière au poste d'arrière.